# Eriococcus bicolor
Eriococcus bicolor är en insektsart som först beskrevs av Walter Wilson Froggatt 1915.  Eriococcus bicolor ingår i släktet Eriococcus och familjen filtsköldlöss. Inga underarter finns listade i Catalogue of Life.